# Asaphocrita busckiella
Asaphocrita busckiella là một loài bướm đêm thuộc họ Blastobasidae. Loài này có ở Bắc Mỹ, bao gồm Maryland, Maine, New Brunswick, Ontario, Québec và Tennessee.